# Rinolofide
Rinolofidele (Rhinolophidae) sau liliecii cu potcoavă este o familie de chiroptere din subordinul microchiropterelor care cuprinde lilieci cu apendici nazali (foițe nazale) foarte dezvoltați în jurul nărilor, ce seamănă cu o potcoavă de cal, cu numeroase cavități și care joacă rol în dirijarea ultrasunetelor pe care le emit liliecii. În timpul zborului rinolofidele țin gura închisă pentru a emite ultrasunetele prin nări. Urechile lor sunt mari și lipsite de tragus. Coada este lungă. Sunt răspîndiți  în Lumea Veche: Europa, Asia, Africa și Australia. Nasc un singur pui. În perioada de repaus își învelesc corpul cu propriile aripi. Nu se ascund niciodată în crăpături. Acești lilieci trăiesc în cavitățile subterane sau ale altor adăposturi.
Mai multe specii sunt rezervoarele naturale ale coronavirusului SARS, cu toate că civetele de palmier mascate au fost gazdele intermediare prin care oamenii s-au infectat.

## Sistematica
Familia include un singur gen cu 77 specii și 151 subspecii :
- Genul Rhinolophus

- Rhinolophus acuminatus

- Rhinolophus acuminatus acuminatus
- Rhinolophus acuminatus audax
- Rhinolophus acuminatus calypso
- Rhinolophus acuminatus circe
- Rhinolophus acuminatus sumatranus

- Rhinolophus adami
- Rhinolophus affinis

- Rhinolophus affinis affinis
- Rhinolophus affinis andamanensis
- Rhinolophus affinis hainanus
- Rhinolophus affinis himalayanus
- Rhinolophus affinis macrurus
- Rhinolophus affinis nesites
- Rhinolophus affinis princes
- Rhinolophus affinis superans
- Rhinolophus affinis tener

- Rhinolophus alcyone
- Rhinolophus arcuatus

- Rhinolophus arcuatus arcuatus
- Rhinolophus arcuatus angustifolius
- Rhinolophus arcuatus beccarii
- Rhinolophus arcuatus exiguus
- Rhinolophus arcuatus mcintyrei
- Rhinolophus arcuatus proconsulis
- Rhinolophus arcuatus toxopeusi

- Rhinolophus beddomei

- Rhinolophus beddomei beddomei
- Rhinolophus beddomei sobrinus

- Rhinolophus blasii

- Rhinolophus blasii blasii
- Rhinolophus blasii andreinii
- Rhinolophus blasii empusa
- Rhinolophus blasii meyeroehmi

- Rhinolophus bocharicus
- Rhinolophus borneensis

- Rhinolophus borneensis borneensis
- Rhinolophus borneensis chaseni
- Rhinolophus borneensis importunus
- Rhinolophus borneensis spadix

- Rhinolophus canuti

- Rhinolophus canuti canuti
- Rhinolophus canuti timoriensis

- Rhinolophus capensis
- Rhinolophus celebensis

- Rhinolophus celebensis celebensis
- Rhinolophus celebensis javanicus

- Rhinolophus clivosus

- Rhinolophus clivosus clivosus
- Rhinolophus clivosus acrotis
- Rhinolophus clivosus augur
- Rhinolophus clivosus brachygnathus
- Rhinolophus clivosus keniensis
- Rhinolophus clivosus schwarzi
- Rhinolophus clivosus zuluensis

- Rhinolophus coelophyllus
- Rhinolophus cognatus

- Rhinolophus cognatus cognatus
- Rhinolophus cognatus famulus

- Rhinolophus convexus
- Rhinolophus cornutus

- Rhinolophus cornutus cornutus
- Rhinolophus cornutus miyakonis
- Rhinolophus cornutus orii
- Rhinolophus cornutus perditus
- Rhinolophus cornutus pumilus

- Rhinolophus creaghi

- Rhinolophus creaghi creaghi
- Rhinolophus creaghi pilosus

- Rhinolophus darlingi

- Rhinolophus darlingi darlingi
- Rhinolophus darlingi damarensis

- Rhinolophus deckenii
- Rhinolophus denti

- Rhinolophus denti denti
- Rhinolophus denti knorri

- Rhinolophus eloquens

- Rhinolophus eloquens eloquens
- Rhinolophus eloquens perauritus

- Rhinolophus euryale

- Rhinolophus euryale euryale
- Rhinolophus euryale judaicus

- Rhinolophus euryotis

- Rhinolophus euryotis euryotis
- Rhinolophus euryotis aruensis
- Rhinolophus euryotis burius
- Rhinolophus euryotis praestens
- Rhinolophus euryotis tatar
- Rhinolophus euryotis timidus

- Rhinolophus ferrumequinum

- Rhinolophus ferrumequinum ferrumequinum
- Rhinolophus ferrumequinum creticum
- Rhinolophus ferrumequinum irani
- Rhinolophus ferrumequinum korai
- Rhinolophus ferrumequinum nippon
- Rhinolophus ferrumequinum proximus
- Rhinolophus ferrumequinum tragatus

- Rhinolophus formosae
- Rhinolophus fumigatus

- Rhinolophus fumigatus fumigatus
- Rhinolophus fumigatus abae
- Rhinolophus fumigatus aethiops
- Rhinolophus fumigatus diversus
- Rhinolophus fumigatus exsul
- Rhinolophus fumigatus foxi

- Rhinolophus guineensis
- Rhinolophus hildebrandtii
- Rhinolophus hilli
- Rhinolophus hillorum
- Rhinolophus hipposideros

- Rhinolophus hipposideros hipposideros
- Rhinolophus hipposideros escalerae
- Rhinolophus hipposideros majori
- Rhinolophus hipposideros midas
- Rhinolophus hipposideros minimus
- Rhinolophus hipposideros minutus

- Rhinolophus imaizumii
- Rhinolophus inops
- Rhinolophus keyensis

- Rhinolophus keyensis keyensis
- Rhinolophus keyensis amiri
- Rhinolophus keyensis parvus
- Rhinolophus keyensis simplex

- Rhinolophus landeri

- Rhinolophus landeri landeri
- Rhinolophus landeri angolensis
- Rhinolophus landeri lobatus

- Rhinolophus lepidus

- Rhinolophus lepidus lepidus
- Rhinolophus lepidus cuneatus
- Rhinolophus lepidus feae
- Rhinolophus lepidus monticola
- Rhinolophus lepidus refulgens

- Rhinolophus luctus

- Rhinolophus luctus luctus
- Rhinolophus luctus foetidus
- Rhinolophus luctus lanosus
- Rhinolophus luctus morio
- Rhinolophus luctus perniger
- Rhinolophus luctus spurcus

- Rhinolophus maclaudi
- Rhinolophus macrotis

- Rhinolophus macrotis macrotis
- Rhinolophus macrotis caldwelli
- Rhinolophus macrotis dohrni
- Rhinolophus macrotis episcopus
- Rhinolophus macrotis hirsutus
- Rhinolophus macrotis topali

- Rhinolophus madurensis
- Rhinolophus maendeleo
- Rhinolophus malayanus
- Rhinolophus marshalli
- Rhinolophus megaphyllus

- Rhinolophus megaphyllus megaphyllus
- Rhinolophus megaphyllus fallax
- Rhinolophus megaphyllus ignifer
- Rhinolophus megaphyllus monachus
- Rhinolophus megaphyllus vandeuseni

- Rhinolophus mehelyi

- Rhinolophus mehelyi mehelyi
- Rhinolophus mehelyi tuneti

- Rhinolophus mitratus
- Rhinolophus monoceros
- Rhinolophus montanus
- Rhinolophus nereis
- Rhinolophus osgoodi
- Rhinolophus paradoxolophus
- Rhinolophus pearsonii

- Rhinolophus pearsonii pearsonii
- Rhinolophus pearsonii chinensis

- Rhinolophus philippinensis

- Rhinolophus philippinensis philippinensis
- Rhinolophus philippinensis achilles
- Rhinolophus philippinensis alleni
- Rhinolophus philippinensis maros
- Rhinolophus philippinensis robertsi
- Rhinolophus philippinensis sanborni

- Rhinolophus pusillus

- Rhinolophus pusillus pusillus
- Rhinolophus pusillus blythi
- Rhinolophus pusillus calidus
- Rhinolophus pusillus gracilis
- Rhinolophus pusillus lakkhanae
- Rhinolophus pusillus minutillus
- Rhinolophus pusillus pagi
- Rhinolophus pusillus parcus
- Rhinolophus pusillus szechwanus

- Rhinolophus rex
- Rhinolophus robinsoni

- Rhinolophus robinsoni robinsoni
- Rhinolophus robinsoni klossi
- Rhinolophus robinsoni thaianus

- Rhinolophus rouxii

- Rhinolophus rouxii rouxii
- Rhinolophus rouxii rubidus

- Rhinolophus rufus
- Rhinolophus ruwenzorii
- Rhinolophus sakejiensis
- Rhinolophus sedulus
- Rhinolophus shameli
- Rhinolophus shortridgei
- Rhinolophus siamensis
- Rhinolophus silvestris
- Rhinolophus simulator

- Rhinolophus simulator simulator
- Rhinolophus simulator alticolus

- Rhinolophus sinicus

- Rhinolophus sinicus sinicus
- Rhinolophus sinicus septentrionalis

- Rhinolophus stheno

- Rhinolophus stheno stheno
- Rhinolophus stheno microglobosus

- Rhinolophus subbadius
- Rhinolophus subrufus

- Rhinolophus subrufus subrufus
- Rhinolophus subrufus bunkeri

- Rhinolophus swinnyi
- Rhinolophus thomasi

- Rhinolophus thomasi thomasi
- Rhinolophus thomasi latifolius

- Rhinolophus trifoliatus

- Rhinolophus trifoliatus trifoliatus
- Rhinolophus trifoliatus edax
- Rhinolophus trifoliatus niasensis
- Rhinolophus trifoliatus solitarius

- Rhinolophus virgo
- Rhinolophus yunanensis
- Rhinolophus ziama

## Specii din România
În fauna României au fost identificate un singur gen cu 5 specii .
- Genul Rhinolophus Lacepede, 1799

- Rhinolophus ferrumequinum Schreber, 1774 = Liliacul mare cu potcoavă, Liliacul cu potcoavă mare
- Rhinolophus hipposideros Bechstein, 1800 = Liliacul mic cu potcoavă, Liliacul cu potcoavă mic
- Rhinolophus blasii Peters, 1860 = Liliacul cu potcoavă a lui Blasius, Rinoloful lui Blasius, Liliacul lui Blasius
- Rhinolophus euryale Blasius, 1855 = Liliacul mediteranean cu potcoavă, Rinoloful sudic, Liliac-sudic
- Rhinolophus mehelyi Matschie, 1901 = Rinoloful lui Mehelyus, Liliacul cu potcoavă a lui Méhely, Liliacul românesc